# Paula Denk
Paula Denk (* 18. Januar 1908; † 9. Januar 1978 in München) war eine deutsche Schauspielerin.

## Leben und Wirken
Paula Denk begann ihre Karriere 1930 an Berlins Barnowsky-Bühnen. Es folgten bis zur Spielzeit 1938/39 Verpflichtungen an weiteren hauptstädtischen Spielstätten, zuletzt die Volksbühne. Seitdem sah man sie bis 1943 an Münchens Kammerspielen im Schauspielhaus. Am 20. April 1942 wurde Paula Denk von Adolf Hitler zur Staatsschauspielerin ernannt. Ihre letzte Verpflichtung im 3. Reich führte sie in der Spielzeit 1943/44 an Berlins Künstlerbühnen.
Die erste Nachkriegsverpflichtung führte Paula Denk an das Deutsche Theater, seit 1946 gehörte sie viele Jahre lang den Städtischen Bühnen Düsseldorf (Schauspielhaus) an. Unter der Intendanz von Gustaf Gründgens sah man sie u. a. in Anton Tschechows Die Möwe, als Rosalinde in William Shakespeares Wie es euch gefällt, als Nora im gleichnamigen Henrik-Ibsen-Stück, als Eliza in George Bernard Shaws Pygmalion und als Pieperkarcka in Gerhart Hauptmanns Die Ratten.
Seit Beginn der 1930er Jahre war sie in vielen Kinofilmen zu sehen gewesen. Nach dem Krieg wirkte sie auch in Fernsehproduktionen mit. Paula Denk war mit ihrem Kollegen Max Eckard verheiratet.

## Filmografie (Auswahl)
- 1933: Das verliebte Hotel
- 1934: Rosen aus dem Süden
- 1935: Peter, Paul und Nanette
- 1936: Eskapade
- 1937: Womit schnurrt die Katze
- 1956: Das Konzert
- 1958: Besuch aus der Zone
- 1959: Der Herr Ornifle
- 1963: Geliebt in Rom
- 1965: Das Kriminalmuseum: Die Ansichtskarte
- 1966: Conan Doyle und der Fall Edalji
- 1968: Ein kleines Fest
- 1970: Mord im Pfarrhaus
- 1972: Der Seitensprung des Genossen Barkassow
- 1972: Pater Brown – Das Rätsel Michael Mondschein
- 1972: Alarm (Serie)
- 1974: Die Fälle des Herrn Konstantin (Serie)
- 1974: Der kleine Doktor: Mord im Moor
- 1975: Derrick: Madeira